# Ministre du Sahara
En France entre 1957 et 1962, il existait un ministre du Sahara au sein du Gouvernement.
Il était chargé des départements français du Sahara, à l'époque de l'existence de l'Organisation commune des régions sahariennes.

## Historique
La création du ministère du Sahara fait suite à celle de l'Organisation commune des régions sahariennes.
En 1958, sous l'égide de Max Lejeune est créé l'ordre du Mérite saharien

## Siège
Le siège du ministère était l'hôtel de Sens, sis 138, rue de Grenelle à Paris (7e).

## Liste des ministres
Les dates indiquées sont les dates de prise ou de cessation des fonctions, qui sont en général la veille de la date du Journal officiel dans lequel est paru le décret de nomination.

### Quatrième République
| Ministre                    | Intitulé           | Gouvernement     | Début           | Fin             | Chef de l'État |
| --------------------------- | ------------------ | ---------------- | --------------- | --------------- | -------------- |
| Max Lejeune,                | Ministre du Sahara | Bourgès-Maunoury | 13 juin 1957    | 6 novembre 1957 | René Coty      |
| Max Lejeune,                | Ministre du Sahara | Gaillard         | 6 novembre 1957 | 14 mai 1958     | René Coty      |
| Édouard Corniglion-Molinier | Ministre du Sahara | Pflimlin         | 14 mai 1958     | 1er juin 1958   | René Coty      |
| Max Lejeune                 | Ministre du Sahara | de Gaulle 3      | 3 juin 1958     | 8 janvier 1959  | René Coty      |

### Cinquième République
| Ministre          | Intitulé | Secrétaire d'État | Intitulé                                            | Gouvernement | Début           | Fin             | Chef de l'État    |
| ----------------- | --- | ----------------- | --------------------------------------------------- | ------------ | --------------- | --------------- | ----------------- |
| Jacques Soustelle | Ministre délégué auprès du Premier ministre                                                                                        | Aucun             | Aucun                                               | Debré        | 8 janvier 1959  | 13 février 1959 | Charles de Gaulle |
| Jacques Soustelle | Ministre délégué auprès du Premier ministre chargé du Sahara, des Territoires et Départements d'Outre-Mer et de l’Énergie atomique | Aucun             | Aucun                                               | Debré        | 13 février 1959 | 5 février 1960  | Charles de Gaulle |
| Robert Lecourt    | Ministre d’État chargé du Sahara, des TOM et DOM                                                                                   | Aucun             | Aucun                                               | Debré        | 5 février 1960  | 24 août 1961    | Charles de Gaulle |
| Louis Jacquinot   | Ministre d’État chargé du Sahara, des TOM et DOM                                                                                   | Jean de Broglie   | Secrétaire d’État, chargé du Sahara, des DOM et TOM | Debré        | 24 août 1961    | 14 avril 1962   | Charles de Gaulle |